# بيرسي ديفيس (لاعب كريكت)
بيرسي ديفيس (4 أبريل 1922 في المملكة المتحدة - 28 نوفمبر 2018)  (بالإنجليزية: Percy Davis)‏ هو لاعب كريكت بريطاني. لعب مع Kent County Cricket Club ‏.

## وصلات خارجية
- بيرسي ديفيس على موقع إي آس بي آن كريك إنفو (الإنجليزية)